# Małopolski Związek Szachowy
Małopolski Związek Szachowy (MZSzach) – organizacja sportowa, zajmująca się szeroko rozumianą działalnością szachową na terenie województwa małopolskiego.
Formalne początki organizacji życia szachowego w Krakowie datowane są na koniec XIX wieku: w 1893 r. w mieście tym powstał pierwszy na ziemiach polskich klub szachowy, Krakowski Klub Szachistów. Następny krakowski klub, Towarzystwo Miłośników Gry Szachowej im. Józefa Dominika, założony został w 1926 r. Z inicjatywy działaczy tego właśnie klubu, w marcu 1938 r. powstał Okręgowy Związek Szachowy z siedzibą przy Rynku Głównym 33, funkcjonował on jednak kilkanaście miesięcy. Po zakończeniu II wojny światowej, w dniu 14 lutego 1945 r. w stolicy Małopolski reaktywowano Polski Związek Szachowy, a rok później (30 kwietnia 1946 r.) – Krakowski Okręgowy Związek Szachowy (ówczesna siedziba: Kraków, ul. Basztowa 18). Po zmianach administracyjnych w 1999 r. związek przemianowany został na Małopolski Związek Szachowy.
MZSzach jest organizacją zarejestrowaną w sądzie rejonowym, w swoich szeregach zrzesza ponad 40 klubów oraz około 1800 szachistek i szachistów. Do priorytetów działalności związku należą: organizacja szkolenia dzieci i młodzieży oraz trenerów, instruktorów i sędziów, organizacja rozgrywek indywidualnych i drużynowych z cyklu mistrzostw województwa, ale również mistrzostw Polski oraz propagowanie szachów w jak najszerszym tego słowa znaczeniu.
Patronem medialnym związku jest Dziennik Polski. Wizytówką działalności MZSzach jest oficjalna strona internetowa, na której na bieżąco aktualizowane są informacje o zapowiedziach i wynikach turniejów, składzie zarządu i kadry, kalendarzu sportowym, zagadnieniach ewidencyjnych i sędziowskich, itp.

## Aktualny adres MZSzach
31-549 Kraków, al. Powstania Warszawskiego 6